# Enypia packardata
Enypia packardata är en fjärilsart som beskrevs av Taylor 1906. Enypia packardata ingår i släktet Enypia och familjen mätare. Inga underarter finns listade i Catalogue of Life.